# Папазидеро
Папазѝдеро (на италиански: Papasidero) е село и община в Южна Италия, провинция Козенца, регион Калабрия. Разположено е на 208 m надморска височина. Населението на общината е 778 души (към 2012 г.).